# Liste de développeurs de jeux vidéo
Cette liste contient le nom de développeurs de jeux vidéo qui existent actuellement ou qui ont existé dans le passé. Elle n'intègre que des entreprises et pas des individus.
- Haut – A
- B
- C
- D
- E
- F
- G
- H
- I
- J
- K
- L
- M
- N
- O
- P
- Q
- R
- S
- T
- U
- V
- W
- X
- Y
- Z

## 0-9
- 07th Expansion
- 0verflow
- 1-UP Studio
- 1C Company
- 1st Playable Productions
- 11 bit studios
- 1492 Studio
- 17-Bit
- 2K Australia
- 2K China
- 2K Czech
- 2K Los Angeles
- 2XL Games
- 21st Street Games
- 22Cans
- 2015 Inc
- 3D Realms
- 3d6 Games
- 3DO Company, The
- 31st Union
- 38 Studios
- 343 Industries
- 4A Games
- 4J Studios
- 4mm Games
- 5pb.
- 5th Cell
- 7 Studios
- 7th Level
- 704Games
- 989 Studios

## A
- ABA Games
- Absolute Entertainment
- Access Games
- Access Software
- Acclaim Cheltenham
- Acclaim Entertainment
- Acclaim Studios Austin
- Acclaim Studios Salt Lake City
- Accolade
- ACE Team
- Aces Game Studio
- Acheron Design
- Acornsoft
- Acquire
- Action Button Entertainment
- Action Forms
- Active Enterprises
- Activision Blizzard
- Activision
- Adeline Software International
- ADK
- Adrenaline Amusements
- Advance Communication
- Advanced Mobile Applications
- Adventure Soft
- Aeria Games
- Affect
- Agenda
- Ageod
- Agora Games
- AI
- Aicom
- Airtight Games
- Akabeisoft2
- Akaoni Studio
- Akella
- Akupara Games
- Alawar Entertainment
- Alcachofa Soft
- Alchemist
- Alfa System
- Aliasworlds Entertainment
- AliceSoft
- Alientrap
- Allegorithmic
- Allods Team
- Allumer
- AlphaDream
- Altar Games
- Alternative Games
- Altron
- Alvion
- Amanita Design
- Amaze Entertainment
- Amazon Game Studios
- Ambrella
- American Game Cartridges
- American Video Entertainment
- Amplitude Studios
- Amusement Vision
- Amuze
- Anchor Inc.
- Ancient
- Andamiro
- Animation Magic
- Anino Games
- Ankama
- Apex Computer Productions
- Apogee Software
- Appaloosa Interactive
- AQ Interactive
- Aqua Pacific
- Aquria
- Arc Developments
- Arc System Works
- Arcade Zone
- Arcen Games
- Archetype Entertainment
- Archetype Interactive
- ArenaNet
- Argonaut Games
- Arika
- Ariolasoft
- Arkane Studios
- Arkedo Studio
- Armature Studio
- Arsys Software
- Art & Magic
- Art Co.
- Artdink
- Artech Digital Entertainment
- Artefacts Studio
- ArtePiazza
- Artifice Studio
- Artificial Studios
- Artoon
- Arush Entertainment
- Arxel Tribe
- Arzest
- Ascaron Entertainment
- Asiasoft
- Asmik Ace Entertainment
- Asobo Studio
- Aspect
- Aspyr
- Asymmetric Publications
- Assembly Line, The
- Astronauts, The
- Atari
- Atari Games
- Atari Inc.
- Atelier Double
- Athena
- Atlantis Interactive Entertainment
- Atlus
- Atod
- Atomic Games
- Atomic Planet Entertainment
- Attention to Detail
- Attic Entertainment Software
- Attitude Studio
- AudioGaming
- Autumn Moon Entertainment
- Avalanche Software
- Avalanche Studios
- Avalon Hill
- Aventurine
- AWE Productions

## B
- B.B. Studio
- Babaroga
- Backbone Entertainment
- Backflip Studios
- Balio Studio
- Bandai Namco Entertainment
- Banpresto
- Barking Lizards Technologies
- Barnhouse Effect
- Basilisk Games
- Battlefront.com
- Beamdog
- Beatshapers
- Beautiful Game Studios
- Beenox
- Behaviour Interactive
- Behaviour Santiago
- Behemoth, The
- Bemani
- Bend Studio
- Best Way
- BetaDwarf
- Bethesda Game Studios
- Bethesda Softworks
- Beyond Games
- Big Ant Studios
- Big Ape Productions
- Big Blue Bubble
- Big Finish Games
- Big Fish Games
- Big Huge Games
- Big Red Software
- Big Robot
- Big Viking Games
- Bigbig Studios
- BigPark
- Bigpoint
- BigWorld
- BioWare
- BiP Media
- Birthday
- Bit Corporation
- Bit Managers
- Bitmap Brothers, The
- Bits Laboratory
- Bits Studios
- Bizarre Creations
- Black Forest Games
- Black Hole Entertainment
- Black Isle Studios
- Black Ops Entertainment
- Black Rock Studio
- Black Tower Studios
- Black Widow Games
- Blackbird Interactive
- Blackwood Games
- Blendo Games
- BlitWorks
- Blitz Games
- Blizzard Entertainment
- Blizzard North
- Bloober Team
- Blue Byte
- Blue Fang Games
- Blue Isle Studios
- Blue Mammoth Games
- Blue Planet Software
- Blue Tea Games
- Blue Tongue Entertainment
- Bluepoint Games
- Blueside
- BlueSky Software
- Boffo Games
- Bohemia Interactive
- Bolt Creative
- Bongfish
- Boomzap Entertainment
- Boss Fight Entertainment
- Boss Game Studios
- Bossa Studios
- BottleRocket Entertainment
- BreakAway Games
- Breakfall
- Brain Fantasy Studio
- Brøderbund Software
- Budcat Creations
- Bugbear Entertainment
- Bug-Byte
- Bulkypix
- Bulldog Interactive
- Bullfrog Productions
- Bungie Studios
- Buzz Monkey Software

## C
- Camelot Software Planning
- Campo Santo
- Capcom
- Capcom Production Studio 1
- Capcom Production Studio 2
- Capcom Production Studio 3
- Capcom Production Studio 4
- Capcom Production Studio 5
- Capcom Production Studio 8
- Capcom Vancouver
- Capybara Games
- Caramel Box
- Carbine Studios
- Career Soft
- Carry Lab
- Cat Daddy Games
- Cattle Call
- Cave
- Cavedog Entertainment
- Cavia
- CBE Software
- CCP
- CD Projekt
- Celestial Games
- Cellius
- Celsius Online
- Certain Affinity
- Chair Entertainment
- Changyou.com
- Cheetah Mobile
- Chimera Entertainment
- Chinese Room, The
- Choice of Games
- Choice Provisions
- Chucklefish
- Chunsoft
- CI Games
- Cinematronics
- Cinemaware
- Cing
- Cipher Prime
- CipSoft
- Circle Studio
- Clap Hanz
- Climax Entertainment
- Climax Group
- Climax Studios
- ClockStone
- Cloud Chamber Studios
- Cloud Imperium Games
- Clover Studio
- Coalition, The
- Cobrasoft
- Code Monkeys, The
- Code Mystics
- Codemasters
- Codo Technologies
- Coffee Stain Studios
- Cohort Studios
- Coktel Vision
- Collavier Corporation
- Collective, The
- Color Dreams
- Colossal Order
- Comcept
- CommaVid
- Compile
- Compile Heart
- Compulsion Games
- Confounding Factor
- Conspiracy Entertainment
- Contrail
- Cooking Mama Limited
- Core Design
- Coreplay
- Covert Operations
- Crack dot Com
- Crafts & Meister
- Craneballs Studio
- Cranberry Production
- Crate Entertainment
- Crave Entertainment
- Crawfish Interactive
- Crea-Tech
- Creat Studios
- Creative Assembly
- Creative Assembly Sofia
- Creative Mobile
- Creative Patterns
- CreativeForge Games
- Creatures
- CRI Middleware
- Criterion Games
- CRL Group
- Croteam
- Cryo Interactive
- Cryptic Studios
- Crystal Computing
- Crystal Dynamics
- Crytek
- Crytek UK
- Culture Brain
- Curve Digital
- Cyan Worlds
- Cyanide
- CyberConnect2
- Cyberdreams
- Cyberflix
- Cyberlore Studios
- CyberStep
- Cyclone Studios
- Cygames

## D
- Daedalic Entertainment
- Dambuster Studios
- Dancing Dots
- Danger Close Games
- Dark Energy Digital
- Darkside Game Studios
- Darkworks
- Data East
- Datam Polystar
- Datasoft
- Dataware Games
- Datcroft Games
- Davidson and Associates
- Davilex Games
- Daybreak Game Company
- DB-SOFT
- DC Studios
- Deadline Games
- Deck Nine Games
- Deck13 Interactive
- Deconstructeam
- Deep Silver Volition
- Dejobaan Games
- Delphine Software
- Delta Tao Software
- Demiurge Studios
- Demonware
- DeNA
- Denki
- Dennaton Games
- Destination Games
- Destineer
- Detalion
- Dhruva Interactive
- DICE
- DICE Los Angeles
- DigiFX Interactive
- Digital Anvil
- Digital Capital
- Digital Chocolate
- Digital Cybercherries
- Digital Eclipse
- Digital Eel
- Digital Extremes
- Digital Happiness
- Digital Image Design
- Digital Integration
- Digital Leisure
- Digital Pictures
- Digital Praise
- Digital Reality
- Digital Village, The
- DigitalMania
- Digitalmindsoft
- Dimple Entertainment
- Dimps
- Dinamic Software
- Dingo
- Disney Interactive
- Disney Interactive Studios
- Distinctive Software
- Divide By Zero
- DK-Games
- Doki Denki Studio
- Domark
- Dontnod Eleven
- Dontnod Entertainment
- DotGears
- Double Eleven
- Double Fine Productions
- Double Helix Games
- DoubleBear Productions
- Doublesix
- Dovetail Games
- DR Studios
- DragonLord Enterprise
- Dreamatrix Game Studios
- Dreamers Guild, The
- DreamFactory
- DreamForge Intertainment
- DreamRift
- DrinkBox Studios
- DS Fishlabs
- Duran Duboi
- Durell Software
- Dynamix
- Dynamo Games

## E
- EA Black Box
- EA France
- EA Gothenburg
- EA Mobile
- EA Montréal
- EA Phenomic
- EA Tiburon
- EA Vancouver
- Eagle Dynamics
- Eat Sleep Play
- Eden Games
- Edge of Reality
- Edu-Ware
- Effest
- Egosoft
- Eidos Montréal
- Eighting
- Eko Software
- Electronic Arts
- Elite Systems
- Elixir Studios
- Empire Interactive
- Engine Software
- Enix
- Enlight Software
- Ensemble Studios
- Eolith
- Epic Games
- Epic Records Japan
- Epoch
- Epos Game Studios
- Epyx
- Ère informatique
- ESTsoft
- Étranges Libellules
- Eugen Systems
- Eurocom
- Eutechnyx
- Eversim
- Evolution Studios
- Evryware
- Exakt Entertainment
- Examu
- Exidy
- Exient Entertainment

## F
- F4
- Facepunch Studios
- Factor 5
- Fall Line Studios
- Family Soft
- FarSight Studios
- Fatshark
- Feelplus
- Firaxis Games
- Firebrand Games
- Firefly Studios
- Firemonkeys Studios
- Flagship
- Flagship Studios
- Flair Software
- Flight-Plan
- Fortyfive
- Fox Interactive
- FoxNext
- Freebird Games
- Frictional Games
- Frima Studio
- Frog City Software
- Froggy Software
- Frogwares
- FromSoftware
- Frontier Developments
- Frozenbyte
- FTL Games
- Full Fat
- Fullbright
- Fun Bits Interactive
- Funcom
- FuRyu
- Fuse Games
- Future Games
- Future Games Of London
- Fuuki

## G
- G.rev
- GAE
- Gaelco
- Gaijin Entertainment
- Galiléa
- Game Arts
- Game Atelier
- Game Bakers, The
- Game Designers Studio
- Game Freak
- Game Republic
- Gameforge
- Gameloft
- Games by Apollo
- Gamestar
- Ganbarion
- Garena
- Gargoyle Games
- Gazelle
- Gearbox Software
- General Computer
- Genius Sonority
- Genki
- Ghost Story Games
- Gimagin
- Global VR
- GlobZ
- Glu Mobile
- Good-Feel
- Gorilla Systems
- Gotham Games
- Graftgold
- Grasshopper Manufacture
- Gravity
- Gray Matter Interactive
- Great
- Green Panda Games
- Gremlin Graphics Software
- Grezzo
- GRIN
- Griptonite Games
- GSC Game World
- Guerrilla Cambridge
- Guerrilla Games
- Gunfire Games
- GungHo Online Entertainment
- Gust

## H
- H.a.n.d.
- Hacker International
- Haemimont Games
- Haïku Studios
- HAL Laboratory
- Halfbrick
- Handheld Games
- Hangar 13
- Harebrained Schemes
- Harmonix Music Systems
- Hasbro Interactive
- Havok
- HB Studios
- Headfirst Productions
- Heartbeat
- Heavy Iron Studios
- Helixe
- Hello Games
- Her Interactive
- Hewson Consultants
- Hi Tech Expressions
- High Impact Games
- High Moon Studios
- High Voltage Software
- Hi-Rez Studios
- Holistic Design
- Hot-B
- HotGen
- Hothouse Creations
- Housemarque
- Hudson Soft
- Human Entertainment
- Human Head Studios
- HumanSoft
- Humongous
- Hypnotix

## I
- id Software
- Idea Factory
- IGS
- Iguana Entertainment
- IJK Software
- Illusion
- Imageepoch
- Imagic
- Imagine Software
- Imagineer
- Imagineering
- I'Max
- Imperia Online JSC
- Impressions Games
- In Utero
- Incinerator Studios
- Incognito Entertainment
- Incredible Technologies
- Independent Arts
- Indie Built
- Indieszero
- Infinite Interactive
- Infinity Ward
- Infocom
- Infogrames Entertainment
- Infogrames Interactive
- Information Global Service
- In-Fusio
- INiS
- Injoy Motion
- InnoGames
- Insomniac Games
- Int13
- Intelligent Games
- Intelligent Systems
- Interchannel
- Interplay Entertainment
- Interstel
- Inti Creates
- Introversion Software
- InXile Entertainment
- IO Interactive
- Ion Storm
- Irem
- Iron Galaxy Studios
- Iron Lore
- Ironclad Games
- Irrational Games
- ITL
- Ivory Tower

## J
- Jagex
- Jaleco
- Japan Art Media
- Jeutel
- Jorudan
- Joymax
- Junction Point Studios
- Jupiter
- Just Add Water
- JV Games

## K
- Kaga Create
- Kairosoft
- Kalisto Entertainment
- Kalypso Media
- Kaneko
- Kaos Studios
- Kee Games
- Keen Games
- Kemco
- Kerberos Productions
- Ketchapp
- Key
- Kheops Studio
- KID
- Kiloo Games
- King
- Klei Entertainment
- Koei Tecmo Games
- Koei
- Kojima Productions
- Konami
- Krafton
- Krome Studios
- Krome Studios Melbourne
- Kuju Entertainment
- Kunos Simulazioni
- Kush Games
- Kylotonn

## L
- Lankhor
- Larian Studios
- Learning Company, The
- Left Field Productions
- Legend Entertainment Company
- Leland Corporation
- Leland Interactive Media
- Level-5
- Lexis Numérique
- LightBox Interactive
- Limbic Entertainment
- Linden Lab
- Lionhead Studios
- Liquid Entertainment
- Little Worlds Studio
- LJN
- Load Inc.
- Lobotomy Software
- Logic Factory, The
- Loki Entertainment Software
- Looking Glass Studios
- Lomay Studio Madagascar
- Loriciel
- LSP Games
- LTI Gray Matter
- Lucas Learning
- LucasArts
- Ludia
- Luxoflux

## M
- M2
- MachineGames
- Mad Monkey Studio
- Madfinger Games
- Magenta Software
- Magic Pockets
- Magical Company
- Magnetic Scrolls
- MAIET Entertainment
- Malfador Machinations
- Many Players
- Marmalade Technologies
- Marvelous Entertainment
- Marvelous
- Mass Media
- Massive Entertainment
- Matrix Software
- Max Design
- Maxis
- Media Molecule
- Media.Vision
- MercurySteam Entertainment
- Merscom
- Metro3D
- Microdeal
- Microids
- Micromania Software
- MicroProse
- Midway Austin
- Midway Games
- Mighty Rabbit Studios
- Mighty Rocket Studio
- MiHoYo
- Milestone (Japon)
- Milestone Interactive
- Millennium Interactive
- Mimesis Republic
- Minds Eye Productions
- Mistwalker
- Mitchell Corporation
- Mobile21
- Mojang
- Molleindustria
- Monolith Productions
- Monolith Soft
- Monomi Park
- Monster Games
- Moon Studios
- Moonstone
- Motion Twin
- Motive Studios
- MTO
- Mucky Foot Productions
- Muse Software
- Mystique
- Mythic Entertainment
- Mythos Games
- Mzone Studio

## N
- n-Space
- N3V Games
- Nadeo
- Namco Tales Studio
- Namco
- NanaOn-Sha
- Natsume
- Naughty Dog
- Nazca
- NCsoft
- Nd Cube
- Neko Entertainment
- Neo Conception International
- Neopica
- NetDevil
- NetEase
- NetherRealm Studios
- Neutron Games
- Neverland
- Neversoft
- Nevrax
- New World Computing
- New World Interactive
- Nex Entertainment
- Nexon
- Next Level Games
- NG Dev.Team
- Niantic
- Nibris
- Nicalis
- Nightdive Studios
- Nihon Bussan
- Nihon Falcom
- Ninja Kiwi
- Ninja Theory
- Nintendo Entertainment Analysis & Development
- Nintendo Entertainment Planning & Development
- Nintendo Integrated Research & Development
- Nintendo Platform Technology Development
- Nintendo Research & Development 2
- Nintendo Software Planning & Development
- Nintendo Software Technology
- Nintendo System Development
- Nintendo
- Nippon Ichi Software
- Nitro Games
- Nitrome
- Nitroplus
- Nival Interactive
- Nixxes Software
- No Cliché
- Nomada Studio
- Noise Factory
- Nova Productions
- NovaLogic
- Novaquark
- Novarama
- Now Production
- NP Cube
- NStigate Games
- Nucleosys
- Nude Maker
- Nutting Associates

## O
- Oasys Mobile
- Obsidian Entertainment
- Ocean Software
- Oddworld Inhabitants
- Omega Force
- Origin Systems
- Osiris Studios
- Ouat Entertainment
- Outfit7
- Outrage Entertainment
- Overkill Software
- Overworks
- Owlient
- Oxeye Game Studio
- Oxford Softworks
- Oxygen Games
- Ozark Softscape

## P
- Palace Software
- PAM Development
- Panache Digital Games
- Pandemic Studios
- Pandora Box
- Pangea Software
- Paon
- Papergames
- Paradigm Entertainment
- Paradox Development Studio
- Paradox Interactive
- Parallax Software
- Pastagames
- Pendulo Studios
- People Can Fly
- Perfect Entertainment
- Perfect World
- Personal Software Services
- Petit Ferret
- Petroglyph Games
- Phoenix Studio
- Pi Studios
- Piranha Bytes
- Pivotal Games
- Planet Moon Studios
- Plarium
- PlatinumGames
- Play Mechanix
- Playdead
- Playdom
- Playfish
- Playground Games
- Playtonic Games
- Playtronic
- Pocket Studios
- Polyphony Digital
- Pony Canyon
- PopCap Games
- PopTop Software
- Precision Manuals Development Group
- Presto Studios
- Pretty Simple
- Prism Studios
- Project Siren
- Project Sora
- Propaganda Games
- Prope
- Pseudo Interactive
- Psikyo
- Psygnosis
- Psyonix
- PUBG Corporation
- Pyro Studios

## Q
- Q Entertainment
- Q-Games
- Quantic Dream
- Quest
- Quicksilver Software
- Quintet

## R
- Radical Entertainment
- Rage Software
- Rainbow Arts
- Rainbow Production
- Rainbow Studios
- Rare
- Raven Software
- Raw Thrills
- Razorback Developments
- RDI Video Systems
- Ready at Dawn Studios
- Reality Pump
- Realtime Associates
- Realtime Worlds
- Rebellion Developments
- Red Barrels
- Red Entertainment
- Red Storm Entertainment
- RedLynx
- RedOctane
- Related Designs
- Relic Entertainment
- ReLINE Software
- Remedy Entertainment
- Renegade Kid
- Respawn Entertainment
- Retro Studios
- Revolution Software
- RFX Interactive
- Rhino Studios
- Right Stuff
- Riot Games
- Ritual Entertainment
- Riverhillsoft
- Robomodo
- Robot Entertainment
- Rocket Science Games
- Rock-Ola Manufacturing
- Rockstar Games
- Rockstar India
- Rockstar Leeds
- Rockstar Lincoln
- Rockstar London
- Rockstar New England
- Rockstar North
- Rockstar San Diego
- Rockstar Toronto
- Rockstar Vancouver
- Rockstar Vienna
- Rocksteady Studios
- Rogue Entertainment
- Route 1 Games
- Rovio Entertainment
- Roxor Games
- Ruffian Games
- Runecraft
- Runic Games
- Running with Scissors
- Ryū ga Gotoku Studio

## S
- Saber Interactive
- Saffire
- Sakata SAS
- Sammy
- Sanritsu Denki
- Sanzaru Games
- Sarbakan
- Saurus
- SCE Studio Liverpool
- Scimob
- Scopely
- SCS Software
- Sector3 Studios
- Sega AM3
- Sega Networks
- Sega Racing Studio
- Sega Sports R&D
- Sega Studios San Francisco
- Sega Wow
- Sega
- Sega-AM2
- SegaSoft
- Seibu Kaihatsu
- Sensible Software
- Sensory Sweep Studios
- SFB Games
- Shaba Games
- Shanda
- Shibuya Productions
- Shin'en Multimedia
- Shiny Entertainment
- Shiro Games
- Shouei System
- Sidhe
- SIE Japan Studio
- SIE London Studio
- SIE San Diego Studio
- SIE San Mateo Studio
- SIE Santa Monica Studio
- SIE Worldwide Studios
- Sierra Entertainment
- Signal Studios
- Silicon Dreams Studio
- Silicon Knights
- Silicon Studio
- Silmarils
- Simogo
- SIMS Co.
- Sims Studio, The
- Simtex Software
- Simulations Canada
- SingleTrac Entertainment Technologies
- Sirius Software
- Sir-Tech
- Skip
- Skybound Games
- SkyBox Labs
- SkyRiver Studios
- Skyworks Interactive
- Slant Six Games
- Sledgehammer Games
- Slightly Mad Studios
- Smack Down Productions
- SNK Playmore
- SNK
- Snowblind Studios
- Social Point
- Société occitane d'électronique
- SOFEL
- Softnyx
- Software Creations
- Sonic Team
- Sora
- Spark Unlimited
- Spectrum HoloByte
- Specular Interactive
- Spellbound Entertainment
- Spicy Horse
- Spiders
- Spiderweb Software
- Spike
- Spike Chunsoft
- Splash Damage
- Sports Interactive

Squad
- Square (entreprise)
- Square Enix
- Stadia Games and Entertainment
- Stainless Steel Studios
- Star Arcade
- Starbreeze Studios
- Stardock
- Starfish
- Steel Wool Studios
- Sting Entertainment
- Stormfront Studios
- Strategic Simulations
- Strategic Studies Group
- Streum On Studio
- Studio 33
- Studio Wildcard
- SubLogic
- Success
- Sucker Punch Productions
- Sulake
- Sumo Digital
- Sunflowers
- Sunsoft
- Sunstorm Interactive
- SuperBot Entertainment
- Supercell
- Supergiant Games
- Supermassive Games
- Superscape
- Surreal Software
- Suzak
- Swing Swing Submarine
- Swingin' Ape Studios
- Swordfish Studios
- Syn Sophia
- Synergistic Software
- System 3

## T
- T&E Soft
- TAF
- Taito
- Takara
- Take-Two Interactive
- Takumi
- Tale of Tales
- TaleWorlds
- TalonSoft
- Tamsoft
- Tango Gameworks
- Tantalus Media
- Tapulous
- Tarsier Studios
- Team Andromeda
- Team Bondi
- Team Ico
- Team Meat
- Team Ninja
- Team Shanghai Alice
- Team Soho
- Team17
- Techland
- Technōs Japan
- Tecmo
- Tecno Soft
- Telegames
- Telenet Japan
- Telltale Games
- Tengen
- Teque Software
- Terminal Reality
- Tetraedge Games
- Thalion Software
- Thatgamecompany
- THQ
- Three-Sixty Pacific
- Tiertex Design Studios
- Tilted Mill Entertainment
- Time Warner Interactive
- TimeGate Studios
- Tindalos Interactive
- Titus Interactive
- TKO Software
- TLK Games
- Toaplan
- Toca Boca
- Tokkun Studio
- Tom Create
- Torus Games
- TOSE
- Totally Games
- Towa Chiki
- Toys for Bob
- Tradewest Digital
- Tradewest Games
- Tradewest
- Traveller's Tales
- Treasure
- Treyarch
- Tri-Ace
- Tri-Crescendo
- Trilobyte
- Tripwire Interactive
- Triumph Studios
- Troika Games
- TT Games
- Turn 10 Studios
- Turtle Rock Studios
- Twisted Pixel Games
- Two Tribes B.V.
- Type-Moon
- Typhoon Studios

## U
- U.S. Gold
- Uacari
- Ubisoft Abu Dhabi
- Ubisoft Annecy
- Ubisoft Barcelona
- Ubisoft Berlin
- Ubisoft Bordeaux
- Ubisoft Bucarest
- Ubisoft Chengdu
- Ubisoft Halifax
- Ubisoft Japan
- Ubisoft Kyiv
- Ubisoft Leamington
- Ubisoft Milan
- Ubisoft Montpellier
- Ubisoft Montréal
- Ubisoft Paris
- Ubisoft Philippines
- Ubisoft Pune
- Ubisoft Québec
- Ubisoft Reflections
- Ubisoft San Francisco
- Ubisoft São Paulo
- Ubisoft Shanghai
- Ubisoft Singapour
- Ubisoft Sofia
- Ubisoft Stockholm
- Ubisoft Toronto
- Ubisoft
- UEP Systems
- Undead Labs
- Uniana
- Unit-E Technologies
- United Front Games
- Universal Entertainment
- Unknown Worlds Entertainment
- UPL

## V
- Valcon Games
- Valhalla Game Studios
- Valve
- Vanillaware
- Vanpool
- Varie
- Vatra Games
- Vavel Games
- VD-dev
- Vector Unit
- Vectorbeam
- VectorCell
- Vektor Grafix
- Venan Entertainment
- Venom Games
- Vicarious Visions
- Viccom
- Vicious Cycle Software
- Victor Interactive Software
- Vid Kidz
- Video System
- Vigil Games
- Virgin Interactive
- Virtual Playground
- Virtuos
- VIS Entertainment
- Visceral Games
- Visco
- Visual Concepts
- Vivarium Inc.
- Vivendi Games
- Vivid Image
- Vlambeer
- Volatile Games
- Voodoo
- Vostok Games

## W
- Wadjet Eye Games
- Wahoo Studios
- Wako Factory
- Walt Disney Computer Software
- Warashi
- Wargaming.net
- Wargaming Chicago-Baltimore
- Wargaming Seattle
- Warhorse Studios
- Warner Bros. Interactive Entertainment
- WARP
- Warthog Games
- Wave Master
- WayForward Technologies
- WB Games Boston
- WB Games Montréal
- WB Games San Francisco
- Webfoot Technologies
- Webzen
- Wemade Entertainment
- Westone Bit Entertainment
- Westwood Studios
- White Birds Productions
- Whole Experience, The
- Wicked Witch Software
- Wideload Games
- WideScreen Games
- Wildfire Games
- Wildfire Studios
- WildTangent
- WildWorks
- Will
- Windmill Software
- Winged Cloud
- Winkysoft
- Wisdom Tree
- Wizarbox
- WizardWorks Group, The
- Wizet
- WJS Design
- WMS Industries
- Wolfire Games
- Wolfpack Studios
- Wonderland Kazkiri
- Wooga
- WorkJam
- World Forge
- Wow Entertainment
- Wraith Games

## X
- Xbox Game Studios
- XGen Studios
- XL Games
- XPEC Entertainment

## Y
- Yacht Club Games
- Yager Development
- Yamasa
- Youzu Interactive
- Ys Net
- Yuke's
- Yuki Enterprise
- Yullaby

## Z
- Z2
- Zeboyd Games
- Zen Studios
- ZeniMax Media
- ZeniMax Online Studios
- ZeptoLab
- Zimag
- Zindagi Games
- Zipper Interactive
- Zoë Mode
- Zoetrope Interactive
- Zoink
- Zombie Studios
- Zono
- Zoo
- Zoom
- Zoonami
- ZootFly
- Zynga
- Zynga Dallas